# Carlos Busquets
Carlos Busquets Barroso, deportivamente conocido como Busquets (Barcelona, 19 de julio de 1967), es un exfutbolista español. Se formó en las categorías inferiores del F. C. Barcelona, equipo en el que desarrolló la mayor parte de su carrera. Formó parte del primer equipo barcelonista durante ocho temporadas, entre 1990 y 1998, aunque sólo fue titular habitual entre 1994 y 1996. Tras su retirada ha trabajado como entrenador de porteros en el club catalán.
Su hijo, Sergio Busquets, perteneció al primer equipo del F. C. Barcelona y ha sido campeón del mundo y de Europa con la selección de España.

## Trayectoria

### Como jugador
Aunque nació en Barcelona, con diez años Carlos Busquets se trasladó con su familia a Ciutat Badia, actualmente Badia del Vallés, que por entonces era una Mancomunidad dependiente de los municipios de Barberá del Vallés y Cerdanyola del Vallès. Empezó a jugar en la escuela del CD Ciudad Badia, inicialmente como delantero hasta que su entonces entrenador le hizo ocupar el puesto de portero para sustituir a un compañero lesionado. Durante algún tiempo alternó la portería y el ataque, hasta que en 1981, en edad infantil, se incorporó al fútbol base del F. C. Barcelona para jugar exclusivamente, como guardameta, a pesar de las reticencias del propio futbolista, que conservó el hábito de jugar con los pies y fuera del área durante toda su carrera. Por este motivo el diario L'Équipe le definió, años después, como "el portero sin manos".
Tras progresar en el fútbol base azulgrana, en la temporada 1988/89 llegó al filial, por entonces en Segunda División. Alternó la titularidad durante dos temporadas con hombres como Jesús Mariano Angoy o Francisco Abellán. Durante su paso por el Barcelona Atlètic llamó la atención del técnico del primer equipo, Johan Cruyff, que le veía como el portero perfecto para su estilo de juego por su capacidad para jugar con los pies. El propio Busquets llegó a manifestar que: 

"Haberme recorrido todo el campo me ayuda mucho, sobre todo en el sistema de Cruyff, en el que el portero juega adelantado. Si te viene un rival sé reaccionar. La paso, le doy fuerte al balón..."

La confianza de Johan Cruyff y Carles Rexach, que había sido su técnico en los juveniles, unida a la marcha de Juan Carlos Unzué al Sevilla FC, le permitió dar el salto al primer equipo azulgrana el verano de 1990, aunque pasaría varios años a la sombra de Andoni Zubizarreta, titular indiscutible.
Su debut en partido oficial con el primer equipo azulgrana tuvo lugar el 15 de mayo de 1991, con motivo de la final de la Recopa de Europa. Busquets, que había pasado toda la temporada en blanco, tuvo que reemplazar a Zubizarreta, que había sido sancionado en las semifinales. La final se disputó en Róterdam y el F. C. Barcelona cayó ante el Manchester United por 2-1. Esa temporada, sin embargo, los azulgrana conquistaron el título de liga. Tras la final de Róterdam, Busquets regresó temporalmente al filial, reforzando al equipo para lograr el ascenso a Segunda División.
Durante las tres siguientes temporadas Busquets fue el portero suplente del que se convirtió en uno de los mejores equipos de la historia del F. C. Barcelona: el denominado Dream Team que, a las órdenes de Johan Cruyff, conquistó cuatro títulos de liga, tres Supercopas de España, una Supercopa de Europa y la primera Copa de Europa para el club. Busquets, sin embargo, apenas tuvo participación en estos títulos. Las temporadas 1991/92 y 1992/93 sólo disputó dos partidos oficiales, correspondientes a una eliminatoria de la Copa del Rey ante el Valencia CF. Los levantinos apearon a los barcelonistas y la prensa catalana cargó contra Busquets, por sus errores individuales en los goles encajados.
Su debut en Primera División no llegó hasta el 7 de noviembre de 1993 ante el Racing de Santander, en un partido que los blaugrana ganaron por 2-1. Ese día, por sorpresa, Cruyff le dio la titularidad y sentó en el banquillo a Zubizarreta, provocando una gran controversia. Busquets mantuvo la titularidad durante tres jornadas, pero Zubizarreta recuperó el puesto después que los azulgrana fueran inesperadamente derrotados en el Camp Nou por el colista de la liga, la UE Lleida. Esa temporada 93/94 Busquets participó en otros dos encuentros ligueros, por sanción de Zubizarreta, y fue el meta titular en la Copa del Rey y la Supercopa de España.
El verano de 1994, tras la derrota del F. C. Barcelona en la final de la Liga de Campeones ante el AC Milan por 0-4, Johan Cruyff acometió una importante renovación de su plantilla, que provocó la salida de Andoni Zubizarreta y el fichaje de un portero con proyección como Julen Lopetegi. Sin embargo el meta procedente del CD Logroñés tuvo una desafortunada actuación en su debut en partido oficial con el F. C. Barcelona -encajó cinco goles ante el Real Zaragoza en la Supercopa de España- y Busquets se hizo con la titularidad durante dos temporadas.
La decisión causó mucha polémica entre la afición barcelonista, ya que pese a que de Busquets era valorada su valentía, agilidad, reflejos y juego con los pies, se le criticaba su juego poco estético y su falta de regularidad, ya que combinaba las paradas más espectaculares con los errores más incomprensibles.
Su forma de jugar estaba avalada por Cruyff y su idea de que el portero moderno debía ser un jugador de campo más que debía participar en el juego del equipo dando salida al balón con inteligencia. Vestía siempre con pantalón largo y poseía una agilidad y unos reflejos que lo hacían prácticamente imbatible en el uno contra uno. Sus detractores le llamaban portero de balonmano despectivamente por el pantalón y el hecho de tirarse poco. Se hizo tan popular la "broma" del jugador de balonmano que incluso Jordi Pujol se hizo eco en la celebración de un título
A pesar de su, en principio, amplio palmarés, el F. C. Barcelona sufrió una sequía de títulos mientras Busquets estuvo en la portería como titular. De hecho, no ganó absolutamente ninguno, siendo notables sus errores en Estambul (en un corner atrapó la pelota y él solo la metió en la portería y la volvió a sacar, sin soltarla), contra el F. C. Bayern de Múnich en la UEFA, y tantos otros.
Tras el despido de Johan Cruyff como entrenador barcelonista, a finales de la temporada 1995/96, Busquets perdió la titularidad, aunque seguiría añadiendo títulos a su palmarés, entre ellos dos ligas, una Copa del Rey y una Recopa de Europa. El encargado de reemplazar a Cruyff, la temporada 1996/97, fue Bobby Robson, que fichó al guardameta portugués Vítor Baía. La siguiente temporada, con el relevo de Robson por Louis van Gaal la situación de Busquets empeoró. El neerlandés fichó a su compatriota Ruud Hesp, por lo que el meta de Badia quedó relegado a tercer portero. A finales de esa temporada criticó públicamente a su entrenador, afirmando que "Cruyff tenía más calidad que Van Gaal''. En consecuencia, en la temporada 1998/99 Busquets se quedó sin dorsal ni ficha federativa.  Vivió su último año de contrato con el FC Barcelona en el ostracismo, y en julio de 1999 abandonó el club azulgrana, arremetiendo nuevamente contra Van Gaal, al afirmar:.

"Me ha faltado al respeto porque fue por razones personales y no deportivas por lo que me apartó del equipo. A partir de unas declaraciones que hice dejó de confiar en mi"

Tras su salida del FC Barcelona, Busquets se incorporó a otro club catalán, la Unió Esportiva Lleida. Tras tres campañas -dos en Segunda División A y una en Segunda División B- como meta titular de los ilerdenses, la temporada 2002/03 se vio relegado al banquillo por Paco Martínez Bonachera, lo que provocó una pelea entre el técnico y el jugador. A raíz de este acto de indisciplina, el club rescindió su contrato y el 15 de octubre de 2002 Busquets, de 35 años, anunció su retiro como futbolista en activo.

### Entrenador
Nueve meses después de su retirada, Carlos Busquets regresó al FC Barcelona para trabajar como entrenador de porteros del fútbol base. Paralelamente, durante estos años realizó los cursos para obtener el título de entrenador nacional. En la temporada 2007/08 Pep Guardiola, por entonces técnico del FC Barcelona B, le convirtió en entrenador de porteros del filial azulgrana.
En la temporada 2010/11, tras la marcha de Juan Carlos Unzué al CD Numancia, Busquets se convirtió en técnico de porteros del primer equipo FC Barcelona, dirigido por Pep Guardiola y donde coincidió con su hijo Sergio. Finalizada la campaña, con el regreso de Unzué al club catalán, se convirtió nuevamente en entrenador de porteros del filial.

### Fútbol indoor
Tras su retirada, ha jugado con los veteranos del FC Barcelona en el Campeonato Nacional de Liga de Fútbol Indoor. 
Fue convocado con la selección española de Fútbol Indoor como segundo portero para el Mundial de 2006, quedando ésta en segundo puesto tras perder la final frente a Brasil. En 2008 volvió a ser convocado con la selección para disputar la Eurocopa, proclamándose campeones.

### Familia
Busquets está casado con Loli Burgos, hermana del también exfutbolista Juan Burgos, quien desarrolló la mayor parte de su carrera en equipos catalanes de Tercera División. Son padres de dos hijos, ambos también futbolistas: Sergio, del FC Barcelona, y Aitor Busquets, que ha desarrollado su carrera en equipos amateurs.

## Selección nacional
Aunque no debutó con la selección absoluta, Carlos Busquets fue internacional en tres ocasiones con la selección sub-16 de España. Así mismo, Busquets disputó también dos encuentros de carácter amistoso con la selección de fútbol de Cataluña.

## Clubes
| Club                 | País   | Año       |
| -------------------- | ------ | --------- |
| FC Barcelona Amateur | España | 1987-1988 |
| FC Barcelona Atlètic | España | 1988-1990 |
| FC Barcelona         | España | 1990-1998 |
| UE Lleida            | España | 1998-2002 |

## Títulos
- Internacionales:
  - Copa de Europa: 1992.
  - Recopa de Europa: 1997.
  - Supercopa de Europa: 1992,1997
- Nacionales:
  - Liga española de fútbol: 1991, 1992, 1993, 1994, 1998.
  - Copa del Rey: 1990, 1997, 1998.
  - Supercopa de España: 1991, 1992, 1994,1996.